# Giuseppe Benvenuti
Giuseppe Benvenuti (Arezzo, 3 dicembre 1893 – Monte Cucco di Plava, 15 maggio 1917) è stato un militare italiano, medaglia d'oro al valor militare.

## Biografia
Arruolato nel Regio esercito, combatté  nella prima guerra mondiale, in servizio nel 127º Reggimento fanteria "Firenze"; partecipò alla decima battaglia dell'Isonzo, distinguendosi  per il coraggio nell'affrontare gli avversari. Nonostante fosse stato ferito nell'azione di conquista di una postazione austriaca, si offrì volontario per una missione di ricognizione, durante la quale fu colpito a morte.
Il 22 novembre 1919 gli fu conferita la medaglia d'oro al valor militare alla memoria.